# Mound Bayou
Mound Bayou ist eine Stadt (City) im Bolivar County des Bundesstaates Mississippi. Das U.S. Census Bureau hat bei der Volkszählung 2020 eine Einwohnerzahl von 1534 ermittelt.

## Geschichte
Die Stadt wurde 1887 durch die Vettern Isaiah T. Montgomery und Benjamin T. Green gegründet. Die beiden Gründer waren ehemalige Sklaven von Jefferson Davis und dessen Bruder Joseph. Unmittelbar nach dem Bürgerkrieg hatte Joseph Davis mit dem Vater von Isaia Montgomery, Benjamin Montgomery, einen Vertrag geschlossen, der es Montgomery ermöglichte eine schwarze Gemeinde auf der Plantage von Davis zu gründen. Diese Davis Bend Siedlung geriet wegen des abnehmenden Schutzes durch die Bundesregierung und des zunehmenden Einflusses des Bundesstaates mehr und mehr unter Druck.
In den 1880ern erschloss die Louisviolle, Texas and New Orleans Railway Land im Yazoo-Mississippi-Delta. Es wandte sich zur Erschließung vor allem an schwarze Siedler. Isaiah T. Montgomery und Benjamin T. Green ergriffen die Gelegenheit und konnten mit dem Vertreter der Eisenbahngesellschaft George McGinnis eine Vereinbarung über eine rein schwarze Siedlung schließen. Ihre Wahl hierfür fiel auf das heutige Stadtgebiet. Im Herbst 1887 trafen die ersten Siedler ein, die unter Vermittlung von Montgomery von der Eisenbahngesellschaft Land erworben hatten. Sie begannen das Sumpfland zu roden und zu kultivieren. Im Oktober 1887 waren die ersten Hütten errichtet. Die Siedlung betrieb zunächst eine Subsistenzwirtschaft, unterstützt mit dem Verkauf von durch Rodung gewonnenem Holz an die Bahngesellschaft. Montgomery betrieb die Poststation in seinem Haus und verkaufte dort auch Bahnkarten. Die Green Grove Baptist Church wurde im Haus eines anderen Siedlers gegründet. Die Bedingungen führten zur Abwanderung von Siedlern. 1891 wurde die örtliche African Methodist Episcopal Church gegründet. 1892 wurde die öffentliche Schule gegründet, das  Mound Bayou Normal and Industrial Institute. Es kam zwischen 1896 und 1914 zu einem starken Zuzug von Afroamerikanern, die der Diskriminierung anderswo im Bundesstaat Mississippi auswichen. Am 16. August 1898 erhielt Mound Bayou den Status eines Incorporated Village mit offiziell 183 registrierten Wählern.
1904 gründete Charkles Banks die Bank of Mound Bayou, eine der ersten Banken in Mississippi, die Schwarzen gehörte. Banks gründete 1905 die  Mississippi Negro Business League und machte die Bekanntschaft mit Booker T. Washington. Washington besuchte 1907 den Ort und war derartig beeindruckt, dass er mehrere Artikel über Mound Bayou, Montgomery and Banks verfasste. 1910 war Mount Bayou halb so groß wie das benachbarte Cleveland, die Wirtschaft basierte auf dem Anbau und Vertrieb von Baumwolle. 50 Unternehmen waren zu dem Zeitpunkt in der Ortschaft angesiedelt. Am bedeutendsten war die 1907 von Washington, Banks und Montgomery angestoßene Mound Bayou Cotton—Seed Oil Mil. Die Schule hatte 1910 200 Schüler. 1911 wurde die 1911 the Farmer's Mercantile Cooperative gegründet, um einen Kapitalabfluss in benachbarte weiße Gemeinden zu verringern. Die Kooperative betrieb einen Laden, um die Produkte der örtlichen schwarzen Bauern zu vertreiben.
1912 erhielt Mound Bayou den Status einer Town.
1914 geriet die Stadt in eine finanzielle Krise, da die Baumwollpreise gefallen waren. Die Bank musste geschlossen werden, die Ölmühle schloss 1915 zunächst. Ende 1915 wurde eine neue Bank gegründet, die Mound Bayou State Bank. Die Baumwollpreise begannen wieder zu steigen, die Ölmühle konnte kurzzeitig wieder eröffnet werden. Sie geriet aber wirtschaftlich unter Druck, da einerseits weiße Abnehmer begannen die Mühle zu boykottieren und sich auf nationaler Ebene ein Ölmühlenkartell gebildet hatte. Ab 1919 fielen die Baumwollpreise wieder rapide und verursachten eine Wirtschaftskrise in Mound Bayou, die bis 1922 anhielt. Unter anderem musste die Bank 1922 endgültig schließen. In den folgenden zehn Jahren kam es zu massiven Abwanderungen. Gleichwohl eröffnete 1920 die Mound Bayou Consolidated Public School and County Training School, eine High School. Die Große Depression ab 1929 verschlimmerte die wirtschaftliche Lage des Ortes und trieb vor allem kleine Bauern in den Ruin. 1941 kam es zu einem Großfeuer, das fast den gesamten Geschäftsbezirk der Stadt vernichtete.

## Söhne und Töchter der Stadt
- Katie Hall (1938 – 2012), Politikerin
- Matthew Holden, Jr. (1931–2025), Politikwissenschaftler
- David McKnight (1936–2023), Schauspieler
- Mel Reynolds (* 1958), Politiker